# 49. Kongress der Vereinigten Staaten
Der 49. Kongress der Vereinigten Staaten, bestehend aus dem Repräsentantenhaus und dem Senat, war die Legislative der Vereinigten Staaten. Seine Legislaturperiode dauerte vom 4. März 1885 bis zum 4. März 1887. Alle Abgeordneten des Repräsentantenhauses sowie ein Drittel der Senatoren (Klasse III) waren im Jahr 1884 bei den Kongresswahlen gewählt worden. Dabei ergaben sich in den beiden Kammern unterschiedliche Mehrheiten. Im Senat hatte die Republikanische Partei die Mehrheit, während im Repräsentantenhaus die Demokraten dominierten, die mit Grover Cleveland auch den Präsidenten stellten. Die Vereinigten Staaten bestanden zu dieser Zeit aus 38 Bundesstaaten. Der Kongress tagte in der amerikanischen Bundeshauptstadt Washington, D.C. Die Sitzverteilung im Repräsentantenhaus basierte auf der Volkszählung von 1880.

## Wichtige Ereignisse
Siehe auch 1885 1886 und 1887
- 4. März 1885: Beginn der Legislaturperiode des 49. Kongresses. Gleichzeitig wird der ebenfalls im November 1884 gewählte Grover Cleveland in sein neues Amt als US-Präsident eingeführt. Er löst Chester A. Arthur ab.
- 17. Juni 1885: Die Freiheitsstatue kommt im Hafen von New York City an.
- 25. November 1885: Vizepräsident Thomas A. Hendricks stirbt. Damit wird auch das Amt des offiziellen Senatspräsidenten vakant.
- März 1886 – Anti-Chinesische Unruhen in Seattle.
- 17. März 1886: Beim sogenannten Carrollton Massacre werden im Bundesstaat Mississippi 20 Afroamerikaner getötet
- 1. Mai 1886: In den USA beginnt ein Generalstreik, der zu den Haymarket Riots führt und langfristig die Einführung des Achtstundentags bewirkt.
- 8. Mai 1886 Der Apotheker John Pemberton erfindet Coca-Cola.
- 20. August 1886: Ein Hurrikan zerstört die Stadt Indianola in Texas.
- 31. August 1886: Ein Erdbeben der Stärke 7,3 bis 7,6 auf der Richterskala zerstört Teile der Stadt Charleston in South Carolina. Etwa 40.000 Menschen verlieren ihre Wohnungen.
- 4. September 1886: Nach fast 30 Jahren Apachenkriege kapituliert Häuptling Geronimo im Gebiet des späteren Staates Arizona.
- 28. Oktober 1886: Einweihung der Freiheitsstatue in New York City.
- November 1886: Bei den Kongresswahlen ergeben sich in den beiden Kammern unterschiedliche Mehrheiten. Im Senat hat wieder die Republikanische Partei die Mehrheit, während im Repräsentantenhaus die Demokraten ihre Vormachtstellung behaupten.
- 20. Januar 1887: Die United States Navy pachtet den Marinestützpunkt Pearl Harbor auf Hawaii, das damals noch nicht zu den Vereinigten Staaten gehört.

## Die wichtigsten Gesetze
In den Sitzungsperioden des 49. Kongresses wurden unter anderem folgende Bundesgesetze verabschiedet (siehe auch: Gesetzgebungsverfahren):
- 19. Januar 1886: Presidential Succession Act
- 4. Februar 1887: Interstate Commerce Act
- 8. Februar 1887: Dawes Act
- 2. März 1887: Hatch Act
- 3. März 1887: Tucker Act
- 3. März 1887: Edmunds–Tucker Act

## Zusammensetzung nach Parteien

### Senat
- Demokratische Partei: 34
- Republikanische Partei: 42
- Sonstige: 0
- Vakant: 0

Gesamt: 76

### Repräsentantenhaus
- Demokratische Partei: 182
- Republikanische Partei: 141
- Sonstige: 2
- Vakant: 0

Gesamt: 325
Außerdem gab es noch acht nicht stimmberechtigte Kongressdelegierte.

## Amtsträger

### Senat
- Präsident des Senats: Thomas A. Hendricks (D) bis zum 25. November 1885. Danach war das Amt vakant
- Präsident pro tempore: John Sherman (R) bis zum 26. Februar 1887 dann John James Ingalls (R)

### Repräsentantenhaus
- Sprecher des Repräsentantenhauses: John Griffin Carlisle (D)

## Senatsmitglieder
Im 49. Kongress vertraten folgende Senatoren ihre jeweiligen Bundesstaaten:
| Alabama - 2. John Tyler Morgan (D) - 3. James L. Pugh (D) Arkansas - 2. Augustus Hill Garland (D) bis zum 6. März 1885 - James Henderson Berry (D) ab dem 20. März 1885 - 3. James Kimbrough Jones (D) Kalifornien - 1. John Franklin Miller (R) bis zum 8. März 1886 - George Hearst (D) vom 23. März bis zum 4. August 1886 - Abram P. Williams (R) ab dem 4. August 1886 - 3. Leland Stanford (R) Colorado - 2. Thomas M. Bowen (R) - 3. Henry Moore Teller (R) Connecticut - 1. Joseph Roswell Hawley (R) - 3. Orville H. Platt (R) Delaware - 1. Thomas F. Bayard (D) bis zum 6. März 1885 - George Gray (D) ab dem 18. März 1885 - 2. Eli M. Saulsbury (D) Florida - 1. Charles W. Jones (D) - 3. Wilkinson Call (D) Georgia - 2. Alfred H. Colquitt (D) - 3. Joseph E. Brown (D) Illinois - 2. Shelby Moore Cullom (R) - 3. John A. Logan (R) bis zum 26. Dezember 1886 - Charles B. Farwell (R) ab dem 19. Januar 1887 Indiana - 1. Benjamin Harrison (R) - 3. Daniel W. Voorhees (D) Iowa - 2. James F. Wilson (R) - 3. William B. Allison (R) Kansas - 2. Preston B. Plumb (R) - 3. John James Ingalls (R) Kentucky - 2. James B. Beck (D) - 3. Joseph Blackburn (D) Louisiana - 2. Randall L. Gibson (D) - 3. James B. Eustis (D) Maine - 1. Eugene Hale (R) - 2. William P. Frye (R) Maryland - 1. Arthur Pue Gorman (D) - 3. Ephraim King Wilson (D) Massachusetts - 1. Henry L. Dawes (R) - 2. George Frisbie Hoar (R) Michigan - 1. Omar D. Conger (R) - 2. Thomas W. Palmer (R) Minnesota - 1. Samuel McMillan (R) - 2. Dwight May Sabin (R) | Mississippi - 1. James Z. George (D) - 2. Lucius Lamar (D) bis zum 6. März 1885 - Edward C. Walthall (D) ab dem 9. März 1885 Missouri - 1. Francis Cockrell (D) - 3. George Graham Vest (D) Nebraska - 1. Charles Van Wyck (R) - 2. Charles F. Manderson (R) Nevada - 1. James Graham Fair (D) - 3. John P. Jones (R) New Hampshire - 2. Austin F. Pike (R) bis zum 8. Oktober 1886 - Person Colby Cheney (R) ab dem 24. November 1886 - 3. Henry W. Blair (R) New Jersey - 1. William Joyce Sewell (R) - 2. John R. McPherson (D) New York - 1. Warner Miller (R) - 3. William M. Evarts (R) North Carolina - 2. Matt Whitaker Ransom (D) - 3. Zebulon Baird Vance (D) Ohio - 1. John Sherman (R) - 3. Henry B. Payne (D) Oregon - 2. Joseph N. Dolph (R) - 3. John H. Mitchell (R) ab dem 17. Dezember 1885 Pennsylvania - 1. John I. Mitchell (R) - 3. James Donald Cameron (R) Rhode Island - 1. Nelson W. Aldrich (R) - 2. Jonathan Chace (R) South Carolina - 2. Matthew Butler (D) - 3. Wade Hampton III. (D) Tennessee - 1. Howell Edmunds Jackson (D) bis zum 14. April 1886 - Washington C. Whitthorne (D) ab dem 16. April 1886 - 2. Isham G. Harris (D) Texas - 1. Samuel B. Maxey (D) - 2. Richard Coke (D) Vermont - 1. George F. Edmunds (R) - 3. Justin Smith Morrill (R) Virginia - 1. William Mahone (Readjuster Party) - 2. Harrison H. Riddleberger (Readjuster Party) West Virginia - 1. Johnson N. Camden (D) - 2. John E. Kenna (D) Wisconsin - 1. Philetus Sawyer (R) - 3. John Coit Spooner (R) |

## Mitglieder des Repräsentantenhauses
Folgende Kongressabgeordnete vertraten im 49. Kongress die Interessen ihrer jeweiligen Bundesstaaten:
| Alabama 8 Wahlbezirke - 1. James T. Jones (D) - 2. Hilary A. Herbert (D) - 3. William C. Oates (D) - 4. Alexander C. Davidson (D) - 5. Thomas William Sadler (D) - 6. John Mason Martin (D) - 7. William Henry Forney (D) - 8. Joseph Wheeler (D) Arkansas 5 Wahlbezirke. - 1. Poindexter Dunn (D) - 2. Clifton R. Breckinridge (D) - 3. Thomas Chipman McRae (D) ab dem 7. Dezember 1885 - 4. John H. Rogers (D) - 5. Samuel W. Peel (D) Kalifornien 6 Wahlbezirke. - 1. Barclay Henley (D) - 2. James A. Louttit (R) - 3. Joseph McKenna (R) - 4. William W. Morrow (R) - 5. Charles N. Felton (R) - 6. Henry Markham (R) Colorado Staatsweite Wahl - George G. Symes (R) Connecticut 4 Wahlbezirke - 1. John R. Buck (R) - 2. Charles Mitchell (D) - 3. John T. Wait (R) - 4. Edward Woodruff Seymour (D) Delaware Staatsweite Wahl - Charles B. Lore (D) Florida Zwei Wahlbezirke - 1. Robert H. M. Davidson (D) - 2. Charles Dougherty (D) Georgia 10 Wahlbezirke - 1. Thomas M. Norwood (D) - 2. Henry Gray Turner (D) - 3. Charles Frederick Crisp (D) - 4. Henry R. Harris (D) - 5. Nathaniel Job Hammond (D) - 6. James Henderson Blount (D) - 7. Judson C. Clements (D) - 8. Seaborn Reese (D) - 9. Allen D. Candler (D) - 10. George Thomas Barnes (D) Illinois 20 Wahlbezirke - 1. Ransom W. Dunham (R) - 2. Frank Lawler (D) - 3. James Hugh Ward (D) - 4. George E. Adams (R) - 5. Reuben Ellwood (R) bis zum 1. Juli 1885 - Albert J. Hopkins (R) ab dem 7. Dezember 1885 - 6. Robert R. Hitt (R) - 7. Thomas J. Henderson (R) - 8. Ralph Plumb (R) - 9. Lewis E. Payson (R) - 10. Nicholas E. Worthington (D) - 11. William H. Neece (D) - 12. James M. Riggs (D) - 13. William McKendree Springer (D) - 14. Jonathan H. Rowell (R) - 15. Joseph Gurney Cannon (R) - 16. Silas Z. Landes (D) - 17. John R. Eden (D) - 18. William Ralls Morrison (D) - 19. Richard W. Townshend (D) - 20. John R. Thomas (R) Indiana 13 Wahlbezirke - 1. John J. Kleiner (D) - 2. Thomas R. Cobb (D) - 3. Jonas G. Howard (D) - 4. William S. Holman (D) - 5. Courtland C. Matson (D) - 6. Thomas M. Browne (R) - 7. William D. Bynum (D) - 8. James T. Johnston (R) - 9. Thomas B. Ward (D) - 10. William D. Owen (R) - 11. George Washington Steele (R) - 12. Robert Lowry (D) - 13. George Ford (D) Iowa 11 Wahlbezirke - 1. Benton Jay Hall (D) - 2. Jeremiah Henry Murphy (D) - 3. David B. Henderson (R) - 4. William E. Fuller (R) - 5. Benjamin T. Frederick (D) - 6. James B. Weaver (Greenback Party) - 7. Edwin H. Conger (R) - 8. William Peters Hepburn (R) - 9. Joseph Lyman (R) - 10. Adoniram J. Holmes (R) - 11. Isaac S. Struble (R) Kansas 7 Wahlbezirke - 1. Edmund Morrill (R) - 2. Edward H. Funston (R) - 3. Bishop W. Perkins (R) - 4. Thomas Ryan (R) - 5. John Alexander Anderson (R) - 6. Lewis Hanback (R) - 7. Samuel R. Peters (R) Kentucky 11 Wahlbezirke - 1. William Johnson Stone (D) - 2. Polk Laffoon (D) - 3. John Edward Halsell (D) - 4. Thomas A. Robertson (D) - 5. Albert S. Willis (D) - 6. John Griffin Carlisle (D) - 7. William Breckinridge (D) - 8. James B. McCreary (D) - 9. William H. Wadsworth (R) - 10. William P. Taulbee (D) - 11. Frank Lane Wolford (D) Louisiana 6 Wahlbezirke - 1. Louis St. Martin (D) - 2. George Michael Hahn (R) bis zum 15. März 1886 - Nathaniel D. Wallace (D) ab dem 9. Dezember 1886 - 3. Edward James Gay (D) - 4. Newton C. Blanchard (D) - 5. J. Floyd King (D) - 6. Alfred Briggs Irion (D) Maine 4 Wahlbezirke - 1. Thomas Brackett Reed (R) - 2. Nelson Dingley (R) - 3. Seth L. Milliken (R) - 4. Charles A. Boutelle (R) Maryland 6 Wahlbezirke. - 1. Charles Hopper Gibson (D) - 2. Frank Thomas Shaw (D) - 3. William Hinson Cole (D) bis zum 8. Juli 1886 - Harry Welles Rusk (D) ab dem 2. November 1886 - 4. John Van Lear Findlay (D) - 5. Barnes Compton (D) - 6. Louis E. McComas (R) Massachusetts 12 Wahlbezirke - 1. Robert T. Davis (R) - 2. John D. Long (R) - 3. Ambrose Ranney (R) - 4. Patrick Collins (D) - 5. Edward D. Hayden (R) - 6. Henry B. Lovering (D) - 7. Eben F. Stone (R) - 8. Charles Herbert Allen (R) - 9. Frederick D. Ely (R) - 10. William W. Rice (R) - 11. William Whiting (R) - 12. Francis W. Rockwell (R) Michigan 11 Wahlbezirke - 1. William C. Maybury (D) - 2. Nathaniel B. Eldredge (D) - 3. James O’Donnell (R) - 4. Julius C. Burrows (R) - 5. Charles C. Comstock (D) - 6. Edwin B. Winans (D) - 7. Ezra C. Carleton (D) - 8. Timothy E. Tarsney (D) - 9. Byron M. Cutcheon (R) - 10. Spencer O. Fisher (D) - 11. Seth C. Moffatt (R) Minnesota 5. Wahlbezirke - 1. Milo White (R) - 2. James Wakefield (R) - 3. Horace B. Strait (R) - 4. John Gilfillan (R) - 5. Knute Nelson (R) Mississippi 7 Wahlbezirke - 1. John Mills Allen (D) - 2. James B. Morgan (D) - 3. Thomas C. Catchings (D) - 4. Frederick G. Barry (D) - 5. Otho R. Singleton (D) - 6. Henry Smith Van Eaton (D) - 7. Ethelbert Barksdale (D) Missouri 14 Wahlbezirke - 1. William H. Hatch (D) - 2. John Blackwell Hale (D) - 3. Alexander Monroe Dockery (D) - 4. James Nelson Burnes (D) - 5. William Warner (R) - 6. John T. Heard (D) - 7. John E. Hutton (D) - 8. John Joseph O’Neill (D) - 9. John Milton Glover (D) - 10. Martin L. Clardy (D) - 11. Richard P. Bland (D) - 12. William J. Stone (D) - 13. William H. Wade (R) - 14. William Dawson (D) Nebraska 3 Wahlbezirke - 1. Archibald J. Weaver (R) - 2. James Laird (R) - 3. George Dorsey (R) | Nevada Staatsweite Wahl - William Woodburn (R) New Hampshire 2 Wahlbezirke - 1. Martin Alonzo Haynes (R) - 2. Jacob Harold Gallinger (R) New Jersey 7 Wahlbezirke - 1. George Hires (R) - 2. James Buchanan (R) - 3. Robert Stockton Green (D) bis zum 17. Januar 1887, danach blieb der Sitz vakant - 4. James N. Pidcock (D) - 5. William Walter Phelps (R) - 6. Herman Lehlbach (R) - 7. William McAdoo (D) New York 34 Wahlbezirke - 1. Perry Belmont (D) - 2. Felix Campbell (D) - 3. Darwin R. James (R) - 4. Peter P. Mahoney (D) - 5. Archibald Meserole Bliss (D) - 6. Nicholas Muller (D) - 7. John J. Adams (D) - 8. Samuel S. Cox (D) bis zum 20. Mai 1885 - Timothy J. Campbell (D) ab dem 3. November 1885 - 9. Joseph Pulitzer (D) bis zum 10. April 1886 - Samuel S. Cox (D) ab dem 2. November 1886 - 10. Abram Hewitt (D) bis zum 30. Dezember 1886, danach blieb der Sitz vakant - 11. Truman A. Merriman (D) - 12. Abraham Dowdney (D) bis zum 10. Dezember 1886, danach blieb der Sitz vakant - 13. Egbert Ludovicus Viele (D) - 14. William G. Stahlnecker (D) - 15. Lewis Beach (D) bis zum 10. August 1886 - Henry Bacon (D) ab dem 6. Dezember 1886 - 16. John H. Ketcham (R) - 17. James Girard Lindsley (R) - 18. Henry G. Burleigh (R) - 19. John Swinburne (R) - 20. George West (R) - 21. Frederick A. Johnson (R) - 22. Abraham X. Parker (R) - 23. John T. Spriggs (D) - 24. John S. Pindar (D) - 25. Frank Hiscock (R) - 26. Stephen C. Millard (R) - 27. Sereno E. Payne (R) - 28. John Arnot (D) bis zum 20. November 1886, danach blieb der Sitz vakant - 29. Ira Davenport (R) - 30. Charles S. Baker (R) - 31. John G. Sawyer (R) - 32. John M. Farquhar (R) - 33. John B. Weber (R) - 34. Walter L. Sessions (R) North Carolina 9 Wahlbezirke - 1. Thomas Gregory Skinner (D) - 2. James E. O’Hara (R) - 3. Wharton Jackson Green (D) - 4. William Ruffin Cox (D) - 5. James W. Reid (D) bis zum 31. Dezember 1886, danach blieb der Sitz vakant - 6. Risden Tyler Bennett (D) - 7. John S. Henderson (D) - 8. William H. H. Cowles (D) - 9. Thomas D. Johnston (D) Ohio 21 Wahlbezirke - 1. Benjamin Butterworth (R) - 2. Charles Elwood Brown (R) - 3. James E. Campbell (D) - 4. Charles Marley Anderson (D) - 5. Benjamin Le Fevre (D) - 6. William D. Hill (D) - 7. George E. Seney (D) - 8. John Little (R) - 9. William C. Cooper (R) - 10. Jacob Romeis (R) - 11. William W. Ellsberry (D) - 12. Albert C. Thompson (R) - 13. Joseph H. Outhwaite (D) - 14. Charles H. Grosvenor (R) - 15. Beriah Wilkins (D) - 16. George W. Geddes (D) - 17. Adoniram J. Warner (D) - 18. Isaac H. Taylor (R) - 19. Ezra B. Taylor (R) - 20. William McKinley (R) - 21. Martin A. Foran (D) Oregon Staatsweite Wahl - Binger Hermann (R) Pennsylvania 27 Wahlbezirke. Außerdem wurde ein Abgeordneter staatsweit gewählt - 1. Henry H. Bingham (R) - 2. Charles O’Neill (R) - 3. Samuel J. Randall (D) - 4. William D. Kelley (R) - 5. Alfred C. Harmer (R) - 6. James Bowen Everhart (R) - 7. Isaac Newton Evans (R) - 8. Daniel Ermentrout (D) - 9. John Andrew Hiestand (R) - 10. William Henry Sowden (D) - 11. John Brutzman Storm (D) - 12. Joseph A. Scranton (R) - 13. Charles N. Brumm (R) - 14. Franklin Bound (R) - 15. Frank Charles Bunnell (R) - 16. William Wallace Brown (R) - 17. Jacob Miller Campbell (R) - 18. Louis E. Atkinson (R) - 19. John Augustus Swope (D) ab dem 3. November 1885 - 20. Andrew Gregg Curtin (D) - 21. Charles Edmund Boyle (D) - 22. James Scott Negley (R) - 23. Thomas McKee Bayne (R) - 24. Oscar Lawrence Jackson (R) - 25. Alexander Colwell White (R) - 26. George Washington Fleeger (R) - 27. William Lawrence Scott (D) - 28. Edwin Sylvanus Osborne (R) staatsweit gewählt Rhode Island 2 Wahlbezirke - 1. Henry J. Spooner (R) - 2. William A. Pirce (R) bis zum 25. Januar 1887 - Charles H. Page (D) ab dem 21. Februar 1887 South Carolina 7 Wahlbezirke. - 1. Samuel Dibble (D) - 2. George D. Tillman (D) - 3. D. Wyatt Aiken (D) - 4. William H. Perry (D) - 5. John J. Hemphill (D) - 6. George W. Dargan (D) - 7. Robert Smalls (R) Tennessee 10 Wahlbezirke - 1. Augustus Herman Pettibone (R) - 2. Leonidas C. Houk (R) - 3. John R. Neal (D) - 4. Benton McMillin (D) - 5. James D. Richardson (D) - 6. Andrew Jackson Caldwell (D) - 7. John Goff Ballentine (D) - 8. John May Taylor (D) - 9. Presley T. Glass (D) - 10. Zachary Taylor (R) Texas 11 Wahlbezirke. - 1. Charles Stewart (D) - 2. John Henninger Reagan (D) - 3. James H. Jones (D) - 4. David B. Culberson (D) - 5. James W. Throckmorton (D) - 6. Olin Wellborn (D) - 7. William H. Crain (D) - 8. James Francis Miller (D) - 9. Roger Q. Mills (D) - 10. Joseph D. Sayers (D) - 11. Samuel W. T. Lanham (D) Vermont 2 Wahlbezirke - 1. John Wolcott Stewart (R) - 2. William W. Grout (R) Virginia 10 Wahlbezirke - 1. Thomas Croxton (D) - 2. Harry Libbey (RA= Readjuster Party) - 3. George D. Wise (D) - 4. James Dennis Brady (R) - 5. George Cabell (D) - 6. John W. Daniel (D) - 7. Charles Triplett O’Ferrall (D) - 8. John S. Barbour (D) - 9. Connally Findlay Trigg (D) - 10. John Randolph Tucker (D) West Virginia 4 Wahlbezirke - 1. Nathan Goff (R) - 2. William L. Wilson (D) - 3. Charles P. Snyder (D) - 4. Eustace Gibson (D) Wisconsin 9 Wahlbezirke - 1. Lucien B. Caswell (R) - 2. Edward S. Bragg (D) - 3. Robert M. La Follette (R) - 4. Isaac W. Van Schaick (R) - 5. Joseph Rankin (D) bis zum 24. Januar 1886 - Thomas R. Hudd (D) ab dem 8. März 1886 - 6. Richard W. Guenther (R) - 7. Ormsby B. Thomas (R) - 8. William T. Price (R) bis zum 6. Dezember 1886 - Hugh H. Price (R) ab dem 18. Januar 1887 - 9. Isaac Stephenson (R) |

Nicht stimmberechtigte Mitglieder im Repräsentantenhaus:
- Arizona-Territorium: Curtis Coe Bean (R)
- Dakota-Territorium: Oscar S. Gifford (R)
- Idaho-Territorium: John Hailey (D)
- Montana-Territorium: Joseph Toole (D)
- New-Mexico-Territorium: Antonio Joseph (D)
- Utah-Territorium: John Thomas Caine (D)
- Washington-Territorium: Charles Stewart Voorhees (D)
- Wyoming-Territorium: Joseph Maull Carey (R)